# فرهنگ واژگان زبان انگلیسی امریکن هریتیج

جلد کتاب فرهنگ واژگان زبان انگلیسی امریکن هریتیج

فرهنگ واژگان زبان انگلیسی اَمِریکَن هریتیج (به انگلیسی: The American Heritage Dictionary of the English Language) یک فرهنگ لغت آمریکایی زبان انگلیسی است. اولین ویراستِ آن در سال ۱۹۶۹ توسط ناشر بوستونی، هاوتن مفلین هارکورت، منتشر شد.